# Лахтинский Разлив

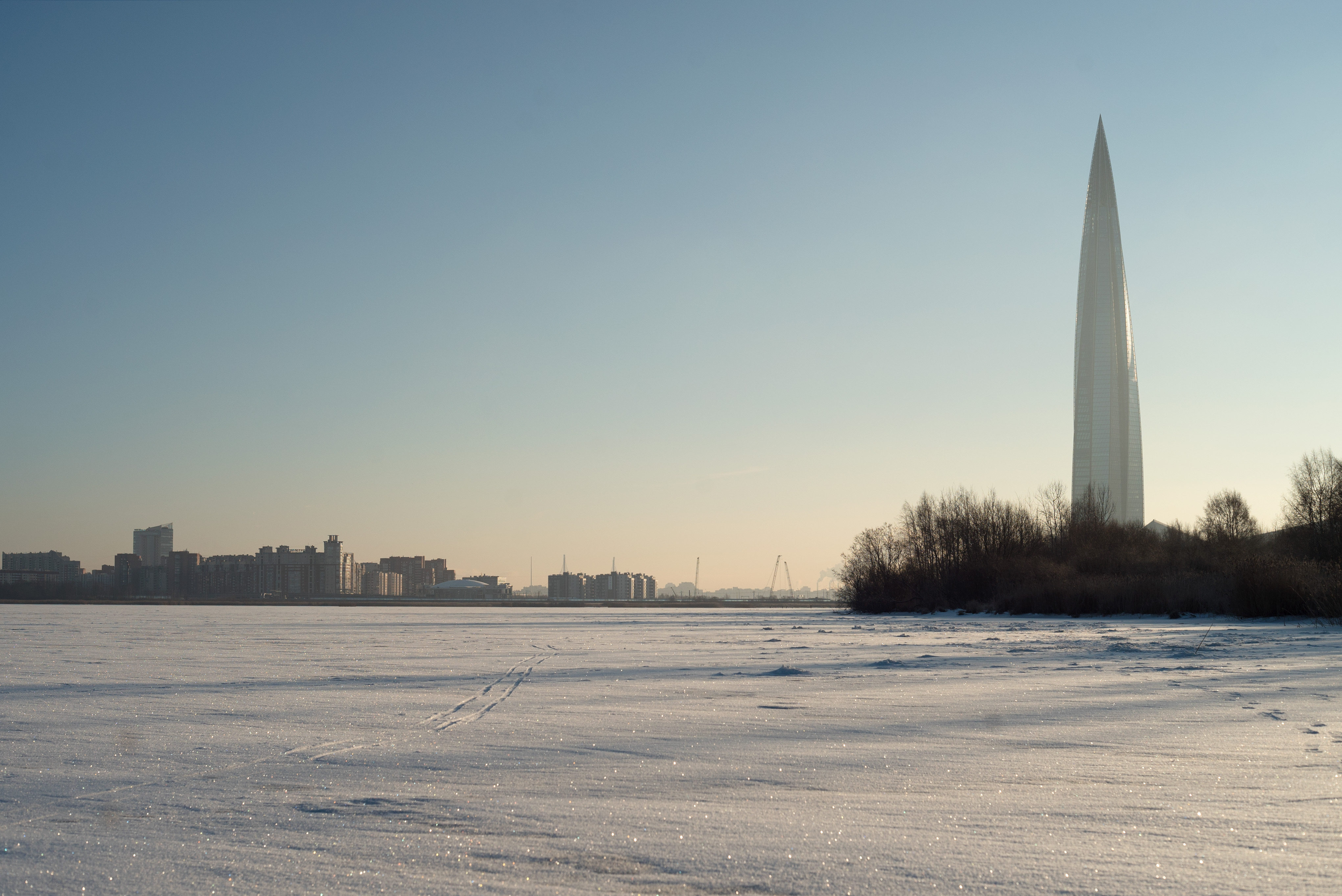
Лахтинский разлив зимой

Ла́хтинский Разли́в (фин. Konnunlahti) — озеро в Приморском районе Санкт-Петербурга, на северном берегу Невской губы Финского залива.

## Физико-географическая характеристика
Лахтинский Разлив имеет гидравлическую связь с Финским заливом. Озеро отделено от Невской губы песчаной пересыпью, по укреплённой части которой проходят Сестрорецкая ж.-д. линия и Приморское шоссе. Название от финского «lahti» — залив, бухта.
Лахтинский Разлив представляет собой лагунообразный водоём неправильной трапециевидной формы, глубоко вдающийся в материковую территорию. Котловина вытянута с северо-запада на юго-восток. Площадь водного зеркала — 1,8 км². Длина — 2,5 км, максимальная ширина — 1,5 км. Средняя глубина 4,3 м, наибольшая глубина — 8,3 м. Северная часть Лахтинского Разлива мелководная (глубины до 4 м), глубина постепенно нарастает к центральной части. Дно озера чрезвычайно мозаично, нарушено углублениями и поднятиями (колебания от 0,5 м до 5 м).
В озеро впадают реки Каменка, Юнтоловка, Глухарка, а также ряд временно действующих водотоков и дренажных канав, стекающих с болотных массивов. Реки Юнтоловка и Глухарка представляют собой заливы Лахтинского Разлива.
Протока, длиной около 500 м, соединяющая Лахтинский Разлив с Невской губой, носит наименование река Бобылка по Бобыльской слободе, как раньше именовалась северо-восточная часть Лахты между Лахтинским Разливом, Новой улицей и железной дорогой. В XIX веке здесь поселяли бобылей — отслуживших солдат, у которых не осталось родственников и которым некуда было возвращаться.
Через протоку перекинут 1-й Лахтинский мост по Приморскому шоссе. Название моста возникло в 1950-е годы, хотя мост построен намного раньше. Происходит от наименования посёлка Лахта. Существовал и 2-й Лахтинский мост — он был перекинут через ручей Безымянный по Приморскому шоссе у пересечения Школьной и Яхтенной улиц.
Берега озера низменные, болотистые, частично занятые зарослями тростника и камыша. Озеро имеет статус эвтрофного (низинное). Во время нагонов вод из Невской губы уровень воды в Лахтинском Разливе поднимается почти на 3 метра над меженным.
На западном берегу озера расположен посёлок Лахта, лесопитомник, усадебная застройка, садоводства. На северо-западном — комплекс очистных сооружений, на северном — лесной массив Юнтоловская лесная дача, к восточному берегу подступают кварталы нового жилищного строительства.
Вдоль южного берега проходит железная дорога и шоссе, а также расположены склады коммунальных предприятий.

## История
По свидетельствам исследователей начала XX века, Лахтинский Разлив представлял собой мелководный водоём с монотонными глубинами, не превосходящими 2 — 2,5 м. В настоящее время, видимо, в результате работы земснарядов, рельеф дна водоёма значительно изменился. По плану застройки северный берег Невской губы интенсивно намывается, вследствие чего первоначальная площадь Лахтинского разлива (около 13 км²) значительно уменьшилась.

## Экология
Краткие выводы из исследования про экологию Лахтинского разлива
1. В воде Лахтинского разлива систематически превышаются концентрации железа, фенолов, аммония и меди.
2. В 2015 году концентрации контролируемых показателей почти в 2 раза выше, чем в 2011—2012 году, что говорит об ухудшении качества воды.
3. Выявлено нарушение ионного состава и ухудшение санитарного состояния вод Лахтинского разлива. По коэффициенту комплексности исследуемые реки относятся к «высокому» уровню загрязненности.
4. По расчетам УКИЗВ вода исследуемого объекта характеризуется в основном как «очень грязная».
5. Почвы прибрежных территорий по суммарному показателю загрязнения относятся к «допустимой» категории загрязнения почв.

Причины неудовлетворительного состояния воды:
- Активное строительство по берегам водоема
- Замусоренность территории и наличие свалок
- Неудовлетворительное состояние рек Юнтоловка, Каменка и Глухарка

## Ихтиоценоз
Ихтиоценоз Лахтинского Разлива представлен, в основном, пресноводными рыбами. Встречаются корюшка, колюшки трёхиглая и девятииглая, судак, окунь, лещ, щука, плотва. Изредка встречаются густера, уклея, язь, ёрш. Отмечаются единичные случаи поимки чехони.
Под угрозой исчезновения в Лахтинском Разливе находятся речная минога, форель, синец, язь, налим.

## Достопримечательности
- посёлок Лахта
- Комплекс очистных сооружений
- Юнтоловская лесная дача